# Ялгат (газета)
«Ялгат» (укр. Друзі, товариші) — культурно-просвітницька ерзянська обласна щомісячна газета. Заснована у жовтні 2001 року Урядом Ульяновської області. Виходить двічі на місяць.
Газета містить матеріали ерзянською та російською мовами.
Головний редактор — Тетяна Геннадіївна Міганова.

## Тематична спрямованість
Висвітлює історію і сучасність фінно-угорських народів: традиції, побут і культуру. Порушує проблеми відродження рідної мови. Описує події, як в Ульяновській області, так і за її межами з компактним проживанням ерзян і мокшан.

## Рубрики
- Новини фінно-угорського світу (ерз. Кулямс Суоми-угрань)
- Міський побут (ерз. Ошонь кулят)
- Ерзянські свята (ерз. Эрзянь ломантнеде)
- Сторінки з історії ерзян (ерз. Эрзянь историядо)
- Наші звичаї (ерз. Минек койть-кирдат)
- Наші відомі люди (ерз. Минек содавикс ломантнеде)
- Нам пишуть (ерз. Миненек сермадыть)
- Запитання-відповідь (ерз. Ули кевкстема)